# The Other Man (film 1914)
The Other Man è un cortometraggio muto del 1914. Il nome del regista non viene riportato nei credit del film prodotto dalla Essanay.

## Trama
Un uomo incontra la sua ex moglie e, geloso di un altro uomo, si riaccende in lui l'amore sopito per la donna.

## Produzione
Il film fu prodotto dalla Essanay Film Manufacturing Company.

## Distribuzione
Distribuito dalla General Film Company, il film - un cortometraggio in due bobine - uscì nelle sale cinematografiche statunitensi il 15 ottobre 1914. Ne venne fatta una riedizione che fu distribuita il 18 luglio 1916.